# Cafre
Cafre ou kafir (do árabe كافر : kāfir: 'infiel') foi um termo que se tornou ofensivo (especialmente na sua versão inglesa, kaffir) que designa uma pessoa negra, na África do Sul e noutros países africanos.
Em português, foi inicialmente um termo neutro, aplicado aos negros africanos. 'Cafre' ou 'cafreal' designava o povo da Cafraria (ou Cafreria), a qual, segundo os textos antigos, seria uma região muito extensa da África Austral. 'Cafre' referir-se-ia a qualquer indivíduo da população africana banta, afim dos zulus, não muçulmana, do sudeste africano. Introduzido na língua portuguesa no século XVI, a palavra foi usado por Camões no plural, 'cafres', no Canto V (47) de Os Lusíadas, em 1572.

## Etimologia
'Cafre' deriva da palavra árabe كافر, que é normalmente traduzida como "infiel". O termo foi originalmente aplicado aos não muçulmanos do sul e do leste da África por mercadores árabes. É verossímil que navegadores portugueses, ao encontrar estes mercadores, interpretassem a palavra como representando uma etnia africana.  Essa interpretação foi, provavelmente, transmitida a outros colonizadores e exploradores europeus.
O termo kāfir é o particípio activo da raiz semítica K-F-R, "aquele que cobre" ou "infiel". Como termo pré-islâmico, descrevia agricultores enterrando sementes, cobrindo-as com solo durante a sementeira. Por isso, a palavra kāfir implica o significado de "alguém que se esconde ou cobre". Na terminologia islâmica, um kāfir é alguém que rejeita a fé islâmica, isto é, "oculta ou cobre a verdade".
No século XVI, o explorador mourisco Leão, o Africano descreveu os cafri como negros pagãos que constituíam um dos cinco principais  grupos populacionais da África. Segundo ele, eram indivíduos "negros como breu, de estatura avantajada e (segundo alguns) descendentes de judeus, embora sejam atualmente idólatras." Leão identificou o lugar de origem dos cafri como sendo algum ponto remoto do sul da África − uma área que ele designou como Cafraria.
Seguindo a terminologia de Leão, o Africano, o clérigo e historiador inglês Richard Hakluyt (1552 - 1616) igualmente se refere a essa população como Cafars ou Cafari, no sentido de infiéis ou descrentes. Ao falar dos escravos ("slaves called 'Cafari' ") e de certos habitantes da Etiópia ("and they use to go in small shippes, and trade with the Cafars") Hakluyt usa aqueles dois termos; ao referir-se a uma porção da costa da África, utiliza a expressão  "land of Cafraria". Em mapas dos séculos XVI e XVII, os cartógrafos europeus também aplicam a denominação Cafreria à parte sul da  África.
Os termos 'cafar', 'cafre' e 'Cafreria' permaneceram em uso, na Europa, pelo menos até o final do século XVIII, época em que a expansão dos Boers, iniciada no Cabo, atingiu a região  habitada pelos Xhosa, povo genericamente designado pelos colonizadores como cafre (Kaffir). Assim, as guerras  travadas na atual província sul-africana do Cabo Oriental, entre os colonizadores  neerlandeses (e, depois, britânicos) e os Xhosa, foram chamadas Guerras Cafres (1779−1879).

## Uso recente do termo
Em 2010, o escritor português Vasco Pulido Valente, em artigo de opinião do jornal Público, usou a expressão "semicafres do Mediterrâneo e do Leste" para designar os povos do sul e do leste da Europa, segundo a perspectiva dos europeus do norte.